# ТОС-1
ТОС-1 (рус. ТОС¹-1 "Буратино") је совјетски вишецијевни ракетни лансер с ракетама опремљеним аеросолним бојевим главама, постављен на подвожје тенка Т-72. ТОС-1 је дизајниран да би уништио противничке бункере, лака оклопна возила и живу силу.
Идеја тешког ракетног оклопног лансера малог домета се појавила 1970-их. Систем монтиран на подвожју тенка Т-72, ракете и возило за превоз ракета је развијено раних 1980-их у пројектном бироу Омск. Назван је ТОС-1. Његов развој је дуго чуван као војна тајна, а први тест у борби имао је у Пањширској долини током совјетског рата у Авганистану. Надимак Буратино (руско име за Пинокија) је добио због великог "носа" ракетног лансера.
ТОС-1 испаљује 220 mm ракете. ТОС-1 ракетни систем је релативно кратког домета, до 3,5 km а према неким изворима и до 5 km. Минимални домет је 400 метара. Може да испали једну до две ракете истовремено у времену од 0,5 секунди. Да би испалио читав лансер ракета потребно му је од 7,5 до 15 секунди. При таквом испаљивању, ракете падају на подручју величине 200x400 метара.
ТОС-1 је опремљен модерним системом за управљане паљбом (скраћено: СУП). Сва усмеравања и припреме за паљбу се обављају унутар возила, тако се посада не излаже непријатељској ватри. Возило може да се заустави и пуца на видљиве мете у року од 90 секунди од тренутка кочења, а њиме управља 3 члана посаде: командир, нишанџија и возач. Пуњење лансирних цеви обавља се уз помоћ  возила за пуњење ТЗМ које је такође направљено на темељу подвожја Т-72 тенка. Опремљено је дизалицом која носи борбени комплет ракета.

## ТОС-1А
ТОС-1А је посљедња верзија оригиналног тешког ракетног система ТОС-1. Ушао је у службу руске војске 2001. године. Лансер БМ-1 који је постављен на тело тенка Т-72 користи дуже 220 mm ракете. Број лансирних цеви је смањен са 30 на 24. Нове лансирне цеви су у поређењу са онима на оригиналној верзији дуже. Максималан домет је повећан на 6.000 метара. Овај ракетни лансер пуни ново  возило за снабдевање ТЗМ-Т. Носи две групе по 12 ракета између којих је монтирана дизалица. Возило за снабдевање такође носи и 400 литара горива за допуњавање лансирног возила.

## Борбена употреба
Системи ТОС-1 су први пут употребиле совјетске снаге у борби у Авганистану, у Пањширској долини . Касније их је знатно интензивније користила Руска војска у бици за Грозни 1999. године. Системи ТОС-1A су своју прву борбену употребу имали у Ираку приликом ослобађања града Јурф ал Шахара 24. октобра 2014. год. од терористичке групе ИСИЛ.
ТОС-1 је користила Сиријска армија током 2015. год. приликом антитерористичке операције у граду Хами.
ТОС-1 је коришћен током руске инвазије на Украјину од 2022. године. 
Према холандском специјализованом сајту Oryx, закључно са 4. јуном 2024. руска војска је током борбених операција изгубила 25 система ТОС (од тога 18 уништених) и 8 возила за попуну муниције ТЗМ-Т. Током 2023.године, руска војска је почела да уграђује заштитне кавезе на лансера система ТОС-1А, услед све учесталијих напада украјинских беспилотних летелица.
У јулу 2023. објављен је видео снимак употребе заробљеног ТОС-1А од стране украјинске војске.

## Земље корисници
- Русија - на бојевом дежурству у батаљонима и бригадама РХБЗ
- Азербејџан - 6 јединица БМ1, на шасији Т-90 испорученим из Русије 2013 год, уз још 6 јединица које су испоручене 2014 год.

Укупно је планирана израда 18 система ТОС-1А.
- Ирак - 10 комплекса ТОС-1А испоручено је 2014 године из Русије.
- Казахстан - 3 јединице БМ-1 испоручене су из Русије 2011 године. Према уговору из 2010 године.
- Сирија - 2015 године испоручен непознат број јединица.